# Grosphus halleuxi
Espèce
Grosphus halleuxi est une espèce de scorpions de la famille des Buthidae.

## Distribution
Cette espèce est endémique de la région d'Alaotra-Mangoro à Madagascar. Elle se rencontre vers Moramanga.

## Description
Le mâle holotype mesure 54,8 mm.

## Étymologie
Cette espèce est nommée en l'honneur de Dominique Halleux.

## Publication originale
- Lourenço, Wilmé, Soarimalala & Waeber, 2017 : « Species of Grosphus Simon, 1880 associated to Grosphus simoni Lourenço, Goodman & Ramilijaona, 2004 with description of two new species (Scorpiones: Buthidae). » Revista Ibérica de Aracnología, no 30, p. 61-69.